# Согутло
Согутло (груз. სოღუთლო, азерб. Söyüdlü) — село в подчинении сельской административно-территориальной единицы Карабулахи Дманисского муниципалитета, края Квемо-Картли республики Грузия со 100 %-ным азербайджанским населением. Находится в юго-восточной части Грузии, на территории исторической области Борчалы.

## История

### Топоним
Топоним села Согутло (азерб. Söyüdlü) в переводе с азербайджанского языка на русский язык означает «Ивовый».

## География
Село находится 18 км от районного центра Дманиси, на высоте 1590 метров от уровня моря.
Граничит с городом Болниси, селами Кариани, Камарло, Шахмарло, Иакубло, Шихлы, Земо-Карабулахи, Квемо-Карабулахи, Гедагдаги, Дагарухло, Ипнари, Саджа, Кизыладжло, Карабулахи, Усеинкенди, Муздулари, Земо-Саламалейки, Сафигле, Мамишлари, Аха, Велиспири, Ганахлеба, Саркинети, Диди-Гомарети, Патара-Гомарети, Мамула, Пичвебисхеви, Безакло, Пантиани и Лайла Дманисского Муниципалитета.

## Население
В «Кавказском календаре» на 1854 год указывалось что жителями села были исключительно армяне, говорящие на армянском языке
По данным Государственного статистического комитета Грузии, согласно официальной переписи 2002 года, численность населения села Согутло составляет 27 человек и на 100 % состоит из азербайджанцев.

## Экономика
Население в основном занимается овцеводством, скотоводством и овощеводством.

## Достопримечательности
- Средняя школа

## Инетерсные факты
В ночь с 11 на 12 апреля 2012 года в 20 км к западу от города Дманиси, у села Согутло, на глубине 10 км произошло землетрясение магнитудой 3,3 ML. По предварительным данным жертв и разрушений не отмечалось.
12 июля днём 14:00 во вторник по Тбилисскому времени, в 53 километрах от Тбилиси, в 1 км от села Согутло произошло землетрясение магнитудой 4,8 (5) баллов ML. По данным и предварительным жертв и разрушений не отмечалось. . Сайт "Кавказский узел" сообщал также, что 17 июня подземный толчок магнитудой 3,5 зарегистрирован в 25 километрах от города Дедоплис-Цкаро от Армянской МЧС. Граждане Армении тоже почувствовали землетрясение в таких городах Ванадзор, Спитак, Гюмри, Ереван, Гавар и Севан.